# La Repubblica
A La Repubblica (magyarul: A Köztársaság) egy olaszországi napilap, amelynek központja Rómában van. Kiadója a Gruppo Editoriale L'Espresso médiacsoport, amely a L'Espresso című baloldali szellemiségű heti magazint is kiadja. A napilap ma Olaszország második legnagyobb példányszámmal rendelkező újságja a Corriere della Sera után.

## Története

### A napilap létrejötte
Az újság Eugenio Scalfari ötletéből jött létre, aki 1968-1972 között az Olasz Szocialista Párt képviselője volt és egyben a L'Espresso című baloldali szellemiségű hetilap igazgatója. Az újság nevét megemlékezésnek szánták annak a portugál újságírónak, aki az 1974-es portugáliai forradalmat szegfűs forradalomnak nevezett el. Scalfari az induló laphoz Gianni Roccat hívta főszerkesztő-helyettesnek és munkatársaknak pedig Giorgio Bocca, Sandro Viola, Mario Pirani, Miriam Mafai, Barbara Spinelli, Natalia Aspesi és Giuseppe Turani újságírókat. Igazgatóhelyettesként dolgozott a kezdetekben Andrea Barbatot, aki azonban átment a Rai 2 TG2 híradójához igazgatónak, miután a csatorna baloldali szellemiségű lett.

### A kezdetek
Az újságot 1976. január 14-én alapították meg, Scalfari vezetésével az újság szellemisége baloldali, laikus és reformkommunista volt. A kezdetekben az újságban olykor előfordult, hogy a parlamenten kívüli baloldali szervezetek is kaptak nyilvánosságot. Az 1970-es évek közepén a legolvasottabb baloldali sajtóorgánumok a L'Unitá és a Paese Sera lapok voltak. Első száma az alapítás napján jelent meg berliner formátumú betűkkel jelent meg, mint más országos napilap, az ára 150 olasz líra volt.
Az újság a Movimento '77 baloldali egyetemi hallgatói mozgalom diákjai körében is népszerű volt.
Az újság számára fordulatot 1978 hozott. Aldo Moro márciusi elrablása és 55 napos Vörös Brigádoknál levő fogsága alatt az újság a brigádosok ellen foglalt állást, addig Bettino Craxi szocialista párti főtitkár a tárgyalás híve volt. Az újság ebben az évben 140.000 példányt adott el. 1979-ben az újság 24 oldalassá bővült, és foglalkozni kezdtek sporteseményekkel is. A sport rovatvezetésére Gianni Brerát hívták aki a Gazzetta dello Sport sportújság munkatársa volt. 1980-ban saját lakása előtt megverték Guido Passalaquát, a lap újságíróját, aki túlélte a támadást. A támadást ugyanaz a terrorcsoport hajtotta végre, akik megölték a Corriere della Sera munkatársát, Walter Tobagit. 1980-ban a P2-botrány napvilágot látott, amit a Corriere della Sera tárt fel, de maga az ominózus napilap is érintett volt az ügyben, emiatt számos újságíró átpártolt a Repubblicahoz, mint az ismert Enzo Biagi és Alberto Ronchey. Az újság az 1980-as évek közepére megelőzi a La Stampa napilapot, így a második legolvasottabb újsággá válik.

### Verseny aCorriere della Seraval
1987-re az újság évi 700 000 átlagos eladást ért el, ezzel akkor a legolvasottabb újsággá vált. Az újság ekkor indítja el Portfolio nevű nyereményjátékát. A Corriere della Sera ekkor jelenteti meg a Sette című heti magazinját, válaszul a Repubblica a Venerdí című hetilapját indítja el. 1988-ra a Repubblica 730 ezer, a Corriere della Sera 520 ezer példányt ad el.
1994. október 2-án az addig neofasiszta Olasz Szociális Mozgalom mérséklődése kapcsán Eugenio Scalfari vezércikkében „A jobboldal megvilágosodása” címen írja le véleményét.

### La Repubblica Scalfari után
Scalfari távozása után 1996-ban Ezio Mauro lett az igazgató, aki fokozatosan balközép szellemiségűvé tette a lapot, ennek ellenére számos kritikát fogalmaztak meg a Prodi-kormány ellen. 1996-ban indult az újság internetes oldala.
2011-ben az újságnak nyilatkozott a marokkói származású Ruby, aki állítása szerint Silvio Berlusconi akkori miniszterelnök szeretője volt már 2 éve, amikor még kiskorú volt.

## Főszerkesztők
- 1976 – 1996: Eugenio Scalfari
- 1996 – 2016: Ezio Mauro
- 2016 óta: Mario Calabresi

## Eladott példányszámok
| Év   | Eladott átlagos példányszám |
| ---- | --------------------------- |
| 2014 | 301,565                     |
| 2013 | 323,469                     |
| 2009 | 504,098                     |
| 2008 | 518,907                     |
| 2007 | 580,966                     |
| 2006 | 588,275                     |
| 2005 | 587,268                     |
| 2004 | 586,419                     |
| 2003 | 581,102                     |
| 2002 | 579,269                     |
| 2001 | 574,717                     |
| 2000 | 566,811                     |
| 1999 | 562,494                     |
| 1998 | 562,857                     |
| 1997 | 594,213                     |
| 1996 | 575,447                     |